# Marie-Christine de Savoie-Aoste
Pour les articles homonymes, voir Marie-Christine de Savoie.
Marie-Christine de Savoie-Aoste, née le 12 septembre 1933 au château de Miramare, à Trieste en Italie et morte le 18 novembre 2023 à São Paulo au Brésil, est la seconde fille d'Amédée de Savoie-Aoste et d'Anne d'Orléans.
Par son mariage, en 1967, avec le prince Casimir de Bourbon-Siciles, elle devient princesse de Bourbon-Siciles.

## Biographie

### Enfance et jeunesse
Marie-Christine de Savoie-Aoste, née au château de Miramare à Trieste en 1933, est la seconde fille d'Amédée de Savoie-Aoste et d'Anne d'Orléans, cousins germains mariés en 1927. Elle a une sœur aînée, Margherita (1930-2022). La princesse, qui porte les prénoms de Maria Cristina Giusta Elena Giovanna,, est baptisée à Miramare, le lendemain de sa naissance. Ses parrain et marraine sont ses grands-parents Jean, duc de Guise, et Hélène, duchesse d'Aoste.
Son père, le duc d'Aoste, ayant été nommé vice-roi d'Éthiopie le 21 décembre 1937, Marie-Christine passe une partie de son enfance en Afrique. En 1940, elle rentre avec sa mère et sa sœur aînée en Italie, peu avant le déclenchement de la Seconde Guerre mondiale. Son père, fait prisonnier par les Anglais, meurt prématurément du typhus en captivité, à Nairobi, le 3 mars 1942. La même année, le même jour que sa sœur aînée Margherita, Marie-Christine reçoit sa première communion au Vatican.
Au début de la Seconde Guerre mondiale, Marie-Christine vit avec sa sœur et sa mère dans un appartement du palais Pitti à Florence. En 1943, l'Allemagne envahit l'Italie. En juillet 1944, la duchesse d'Aoste, ses deux filles et sa belle-sœur la princesse Irène de Grèce sont arrêtées par les Allemands, installées durant quelques jours à Milan avant d'être envoyées à Innsbruck, en Autriche. Quelques jours plus tard, la duchesse d'Aoste et sa famille sont emprisonnées en tant qu'otages à l'hôtel de l'Ifen, à Hirschegg dans le Vorarlberg,. Dans ses Mémoires insolites, le prince Michel de Grèce raconte comment sa cousine Marie-Christine, encore enfant, est un jour menacée d'être fusillée après qu'elle a ramassé un tract lâché par un avion allié. Après dix mois de captivité, les princesses sont libérées en mai 1945 et rentrent en Italie le 7 juillet suivant. La chute de la monarchie italienne, en juin 1946, contraint Marie-Christine, sa mère et sa sœur à quitter le pays pour s'établir en Belgique où elles demeurent durant un peu plus d'une année, avant de résider en Suisse.
Marie-Christine, conservant des liens avec le gotha européen, devient la marraine, le 28 décembre 1955, de son neveu l'archiduc Lorenz d'Autriche-Este, puis le 13 mai 1963, du prince Guillaume de Luxembourg, fils puîné du futur grand-duc Jean.

### Mariage et descendance
Le 29 janvier 1967, la princesse Marie-Christine de Savoie-Aoste épouse en la chapelle privée du l'évêché de Jacarezinho, état du Paraná au Brésil, le prince Casimir de Bourbon-Siciles, né à Varsovie, le 8 novembre 1938, second fils et quatrième enfant du prince Gabriel de Bourbon-Siciles (1897-1975) et de sa seconde épouse, la princesse Cecylia Lubomirska (1907-2001). Les mariés descendent tous deux du roi François Ier des Deux-Siciles (1777-1830).
Marie-Christine et Casimir de Bourbon-Siciles ont quatre enfants, portant tous le titre de prince de Bourbon-Siciles, :
- Luis Alfonso de Bourbon-Siciles (né le 28 novembre 1970 à Rio de Janeiro), épouse à São Paulo le 22 octobre 1998 Christine Apovian (née en 1969) (divorcés), dont une fille (Anna Sofia, née en 1999) ; épouse en secondes noces Maria da Glória Ganem Rubião, dont trois enfants : Maria Isabel (2012), Luisa Fernanda (2014) et Paulo Alfonso, jumeau de la précédente (2014) ;
- Anna Cecilia de Bourbon-Siciles (née le 24 décembre 1971 à São Paulo), qui épouse à Les Verchers-sur-Layon le 18 août 2005 le comte Rodolphe de Vincens de Causans (né en 1973), dont deux enfants : Amedeo (2006) et Victoria (2009) ;
- Elena de Bourbon-Siciles (née le 9 septembre 1973 à São Paulo), célibataire ;
- Alejandro de Bourbon-Siciles (né le 9 août 1974 à São Paulo), ordonné prêtre à Rome le 22 mai 2007, légionnaire du Christ, appartenant au diocèse de São Paulo sous le nom de Padre Alessandro Enrico de Borbón[19].

### Entre le Brésil et l'Europe
À partir de leur mariage en 1967, Marie-Christine et son mari résident au Brésil. Ils reviennent ensuite ponctuellement en Europe. Toujours proche du Gotha, le 5 juillet 1998 à Amboise, la princesse assiste aux festivités marquant les 90 ans de son oncle maternel, Henri d'Orléans, comte de Paris. Jusqu'à la crise sanitaire due à la pandémie de Covid-19, Marie-Christine demeure, avec sa sœur Margherita, au château de Sartirana Lomellina en Lombardie, avant que cette dernière ne regagne la Suisse.

### Mort et funérailles
Marie-Christine de Savoie-Aoste meurt, des suites d'une longue maladie, à l'âge de 90 ans, le matin du 18 novembre 2023 à São Paulo au Brésil,. Lui survivent son mari et dix descendants : quatre enfants et six petits-enfants. Le 20 novembre 2023, ses funérailles sont célébrées lors d'une messe à l'Igreja Nossa Senhora do Brasil (en) à São Paulo, en présence de la famille proche, de ses amis et de la famille impériale du Brésil, dont le prince Bertrand, chef de la branche de Vassouras. Le prince Alessandro, fils cadet de la défunte, officie en qualité de célébrant. L'inhumation a lieu à Sartirana Lomellina en Lombardie,,.

## Titulature
- 12 septembre 1933 — 29 janvier 1967 : Son Altesse Royale la princesse Marie-Christine de Savoie-Aoste ;
- 29 janvier 1967 — 18 novembre 2023 : Son Altesse Royale la princesse Marie-Christine de Bourbon-Siciles.

## Honneurs
Marie-Christine est :
- Dame grand-croix de l'ordre sacré et militaire constantinien de Saint-Georges (ordre dynastique de la maison de Bourbon-Siciles).

## Ascendance
|  |                                    |  |  |  |  |  |  |  |  |  |  |  |  |
|  | 8. Amédée Ier d'Espagne            |  |  |  |  |  |  |  |  |  |  |  |  |
|  |                                    |  |  |  |  |  |  |  |  |  |  |  |  |
|  |                                    |  |  |  |  |  |  |  |  |  |  |  |  |
|  | 4. Emmanuel-Philibert de Savoie    |  |  |  |  |  |  |  |  |  |  |  |  |
|  |                                    |  |  |  |  |  |  |  |  |  |  |  |  |
|  |                                    |  |  |  |  |  |  |  |  |  |  |  |  |
|  | 9. Maria Vittoria dal Pozzo        |  |  |  |  |  |  |  |  |  |  |  |  |
|  |                                    |  |  |  |  |  |  |  |  |  |  |  |  |
|  |                                    |  |  |  |  |  |  |  |  |  |  |  |  |
|  | 2. Amédée de Savoie-Aoste          |  |  |  |  |  |  |  |  |  |  |  |  |
|  |                                    |  |  |  |  |  |  |  |  |  |  |  |  |
|  |                                    |  |  |  |  |  |  |  |  |  |  |  |  |
|  | 10. Philippe d'Orléans             |  |  |  |  |  |  |  |  |  |  |  |  |
|  |                                    |  |  |  |  |  |  |  |  |  |  |  |  |
|  |                                    |  |  |  |  |  |  |  |  |  |  |  |  |
|  | 5. Hélène d'Orléans                |  |  |  |  |  |  |  |  |  |  |  |  |
|  |                                    |  |  |  |  |  |  |  |  |  |  |  |  |
|  |                                    |  |  |  |  |  |  |  |  |  |  |  |  |
|  | 11. Marie-Isabelle d'Orléans       |  |  |  |  |  |  |  |  |  |  |  |  |
|  |                                    |  |  |  |  |  |  |  |  |  |  |  |  |
|  |                                    |  |  |  |  |  |  |  |  |  |  |  |  |
|  | 1. Marie-Christine de Savoie-Aoste |  |  |  |  |  |  |  |  |  |  |  |  |
|  |                                    |  |  |  |  |  |  |  |  |  |  |  |  |
|  |                                    |  |  |  |  |  |  |  |  |  |  |  |  |
|  | 12. Robert d'Orléans               |  |  |  |  |  |  |  |  |  |  |  |  |
|  |                                    |  |  |  |  |  |  |  |  |  |  |  |  |
|  |                                    |  |  |  |  |  |  |  |  |  |  |  |  |
|  | 6. Jean d'Orléans                  |  |  |  |  |  |  |  |  |  |  |  |  |
|  |                                    |  |  |  |  |  |  |  |  |  |  |  |  |
|  |                                    |  |  |  |  |  |  |  |  |  |  |  |  |
|  | 13. Françoise d'Orléans            |  |  |  |  |  |  |  |  |  |  |  |  |
|  |                                    |  |  |  |  |  |  |  |  |  |  |  |  |
|  |                                    |  |  |  |  |  |  |  |  |  |  |  |  |
|  | 3. Anne d'Orléans (1906-1986)      |  |  |  |  |  |  |  |  |  |  |  |  |
|  |                                    |  |  |  |  |  |  |  |  |  |  |  |  |
|  |                                    |  |  |  |  |  |  |  |  |  |  |  |  |
|  | 14=10. Philippe d'Orléans          |  |  |  |  |  |  |  |  |  |  |  |  |
|  |                                    |  |  |  |  |  |  |  |  |  |  |  |  |
|  |                                    |  |  |  |  |  |  |  |  |  |  |  |  |
|  | 7. Isabelle d'Orléans              |  |  |  |  |  |  |  |  |  |  |  |  |
|  |                                    |  |  |  |  |  |  |  |  |  |  |  |  |
|  |                                    |  |  |  |  |  |  |  |  |  |  |  |  |
|  | 15=11. Marie-Isabelle d'Orléans    |  |  |  |  |  |  |  |  |  |  |  |  |
|  |                                    |  |  |  |  |  |  |  |  |  |  |  |  |
|  |                                    |  |  |  |  |  |  |  |  |  |  |  |  |